# Liste der Monuments historiques in Broualan
Die Liste der Monuments historiques in Broualan führt die Monuments historiques in der französischen Gemeinde Broualan auf.

## Liste der Bauwerke
| Bezeichnung                                | Beschreibung              | Standort | Kennzeichnung | Schutzstatus | Datum | Bild           |
| ------------------------------------------ | ------------------------- | -------- | ------------- | ------------ | ----- | -------------- |
| Kirche Notre-Dame-de-Toutes-Joies          | Erbaut 1483               | (Lage)   | PA00090512    | Classé       | 1911  | weitere Bilder |
| Château de Landal (Schloss) mit Taubenturm | Erbaut im 17. Jahrhundert | (Lage)   | PA00090511    | Inscrit      | 1981  | weitere Bilder |

## Liste der Objekte
| Bezeichnung             | Beschreibung           | Standort                                        | Kennzeichnung | Schutzstatus | Datum | Bild |
| ----------------------- | ---------------------- | ----------------------------------------------- | ------------- | ------------ | ----- | ---- |
| Skulpturengruppe: Pietà | Stein, 16. Jahrhundert | in der Kirche Notre-Dame-de-Toutes-Joies (Lage) | PM35000074    | Classé       | 1955  |      |